# Петрове (Криворізький район)
Петро́ве (до 1958 — Петрова Долина) — село в Україні, у Софіївській селищній громаді Криворізького району Дніпропетровської області.
Орган місцевого самоврядування — Софіївська селищна рада. Населення — 595 мешканців.

## Географія
Село Петрове знаходиться біля витоків річки Жовтенька, нижче за течією на відстані 1,5 км розташоване село Михайлівка. Річка в цьому місці пересихає, на ній зроблена загата. Поруч проходить автомобільна дорога Т 0419.
Відстань до центру громади становить близько 9 км, до залізничної станції Девладове — 18 км.

## Історія
За даними на 1859 рік у власницькому селі Петрова Долина Верхньодніпровського повіту Катеринославської губернії налічувалось 61 дворове господарство, у яких мешкало 354 особи (166 чоловічої статі та 188 — жіночої).
За переписом 1897 року кількість мешканців зросла до 742 осіб (379 чоловічої статі та 363 — жіночої), з яких всі — православної віри.
1908 року кількість мешканців колишнього панського села Мар'янівської волості зросла до 878 осіб (448 чоловічої статі та 430 — жіночої), налічувалось 139 дворових господарств.
За часів радянської влади, колгосп «Побєда», центральна садиба якого була розміщена у Петровому, мав 4,8 тис. га орної землі. Спеціалізувався на відгодівлі свиней. У 1962 році тут збудовано свиновідгодівельний пункт на 10 тис. голів. Щорічно вироблялось в середньому по 106—110 цнт м'яса — свинини на 100 га сільгоспугідь. Крім того, вирощуються зернові культури.
У селі є бібліотека. Свого часу була початкова школа, Будинок культури на 300 місць, ФАП
У селі є газ, вода, У селі є дитячий садок «Сонечко», який у 2011 році взяв участь в обласному проєкті проєктів і програм розвитку місцевого самоврядування: проєкт «Застосування інноваційних енергоощадних технологій».

## Населення

### Мова
Розподіл населення за рідною мовою за даними перепису 2001 року:
| Мова       | Кількість | Відсоток |
| ---------- | --------- | -------- |
| українська | 563       | 94.62%   |
| російська  | 32        | 5.38%    |
| Усього     | 595       | 100%     |